# Chris Kovarik
Christopher Kovarik (né le 1er mars 1978 à Dandenong dans l'état de Victoria) est un coureur cycliste australien. Spécialisé en VTT, il est médaillé de bronze aux championnats du monde de descente en 2002.

## Palmarès en VTT

### Championnats du monde
- Sierra Nevada 2000
  - 10e de la descente
- Vail 2001
  - 4e de la descente
- Kaprun 2002
  -  Médaillé de bronze de descente
- Lugano 2003
  - 5e de la descente
- Rotorua 2006
  - 5e de la descente
- Canberra 2009
  - 9e de la descente

### Coupe du monde
- Coupe du monde de descente
  - 4e en 2001 (1 manche)
  - 3e en 2002 (2 manches)
  - 6e en 2003
  - 7e en 2005
  - 9e en 2006 (1 manche)
  - 9e en 2008

### Championnats d'Océanie
- 2013
  - Champion d'Océanie de descente
- 2015
  - 3e du championnat d'Océanie de descente

### Championnats d'Australie
- 2000
  -  Champion d'Australie de descente
- 2001
  -  Champion d'Australie de descente
- 2002
  -  Champion d'Australie de descente
- 2006
  - 3e du championnat d'Australie de descente
- 2010
  -  Champion d'Australie de descente